# 甲斐理香菜
甲斐 理香菜（かい りかな、2003年9月4日 - ）は、日本の女子バレーボール選手である。

## 来歴
宮崎県延岡市出身。姉の影響で9歳の頃からバレーボールを始める。
都城商業高等学校を経て、2021/22シーズン、V.LEAGUE DIVISION1 WOMEN（V1女子）に所属する岡山シーガルズの内定選手となった。
2022年、高校卒業後に、岡山シーガルズに入団した。入団1シーズン目となる2022/23シーズンにV1女子の試合に出場し、Vリーグデビューを果たした。

## 人物
姉の甲斐由美夏は2021/22の1シーズンPFUブルーキャッツに所属した。

## 所属チーム
- 都城商業高等学校（2019-2022年）
- 岡山シーガルズ（2022年-）